# Внутри каракурта
«Внутри каракурта» — экспериментальный фильм режиссёра Арсения Гончукова, снятый в 2022 году.
Фильм участвовал в международных и российских кинофестивалях (Hollywood Blood Horror Festival, Renegade Film Festival, Experimental Brasil Film festival, ЗЛОfest).

## Сюжет
Фильм в сюрреалистичной манере показывает эпизоды из жизни семьи, изолировавшейся от общества в своей квартире во время пандемии. Абсурдные ритуалы, безумные диалоги сопровождают героев на протяжении всего фильма. Хаос разума порождает ужасные видения и действия, разрывая связь с реальным миром.

## В ролях
- Владимир Любовский
- Инесса Крылова
- Регина Целик
- Юрий Ваганов
- Ева Ройтман
- Анна Погорелова
- Артем Глотов
- Федор Зорин
- Екатерина Павлова

## Призы
Призы за «Лучший фильм», «Лучшую режиссуру», «Лучшему исполнителю главной роли», «Лучший грим» на кинофестивалях Hollywood Blood Horror Festival (Лос-Анджелес, США) и Experimental Brasil Film festival. Полуфинал на кинофестивале Renegade Film Festival, Джорджия, США.

## Статьи в СМИ и рецензии
- ТГ-канал «Ужасариум»: Внутри каракурта. Интервью с режиссёром
- METRO: Индюк, пауки и гроб на колёсиках: режиссёр Арсений Гончуков снял необычный фильм
- Отзывы зрителей о фильме «Внутри Каракурта»: Такого фильма, думаю, я больше никогда не увижу
- Репортаж с премьеры и обсуждения фильма в Доме кино (ВИДЕО)
- EXPERIMENTAL BRASIL: INTERVIEW ARSENIY GONCHUKOV (ENGLISH)
- HORROR ZONE: Артхаус-панк-хоррор Арсения Гончукова покажут в Доме кино в Москве
- SOTA: Кровь, кишки, ковид, Путин: фильм «Внутри каракурта» как хроника эпохи